# Rima falsa
La rima falsa és aquella que sembla per l'escrit que rimi, però que no ho fa per la fonètica. En català acostumen a basar-se en la essa sonora i en el grau d'obertura de les vocals E i O. Així, dos versos poden semblar que rimin perquè gràficament la terminació és la mateixa, tanmateix en pronunciar-ho, una vocal és oberta i l'altra tancada. Les rimes falses no són buscades per l'autor, es produeixen per un desconeixement del codi o a vegades per confusions dialectals.